# 雑炊橋

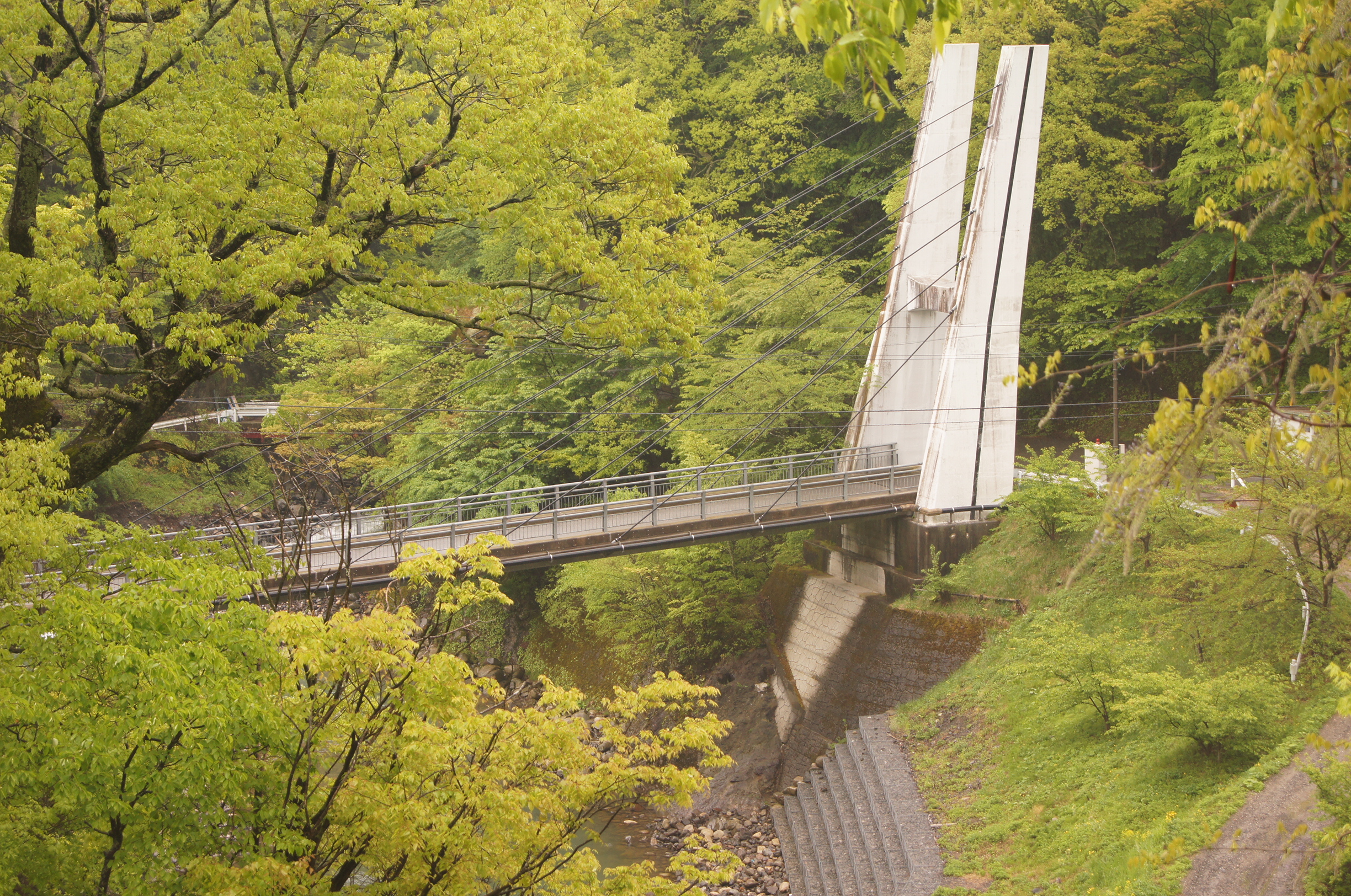
雑炊橋

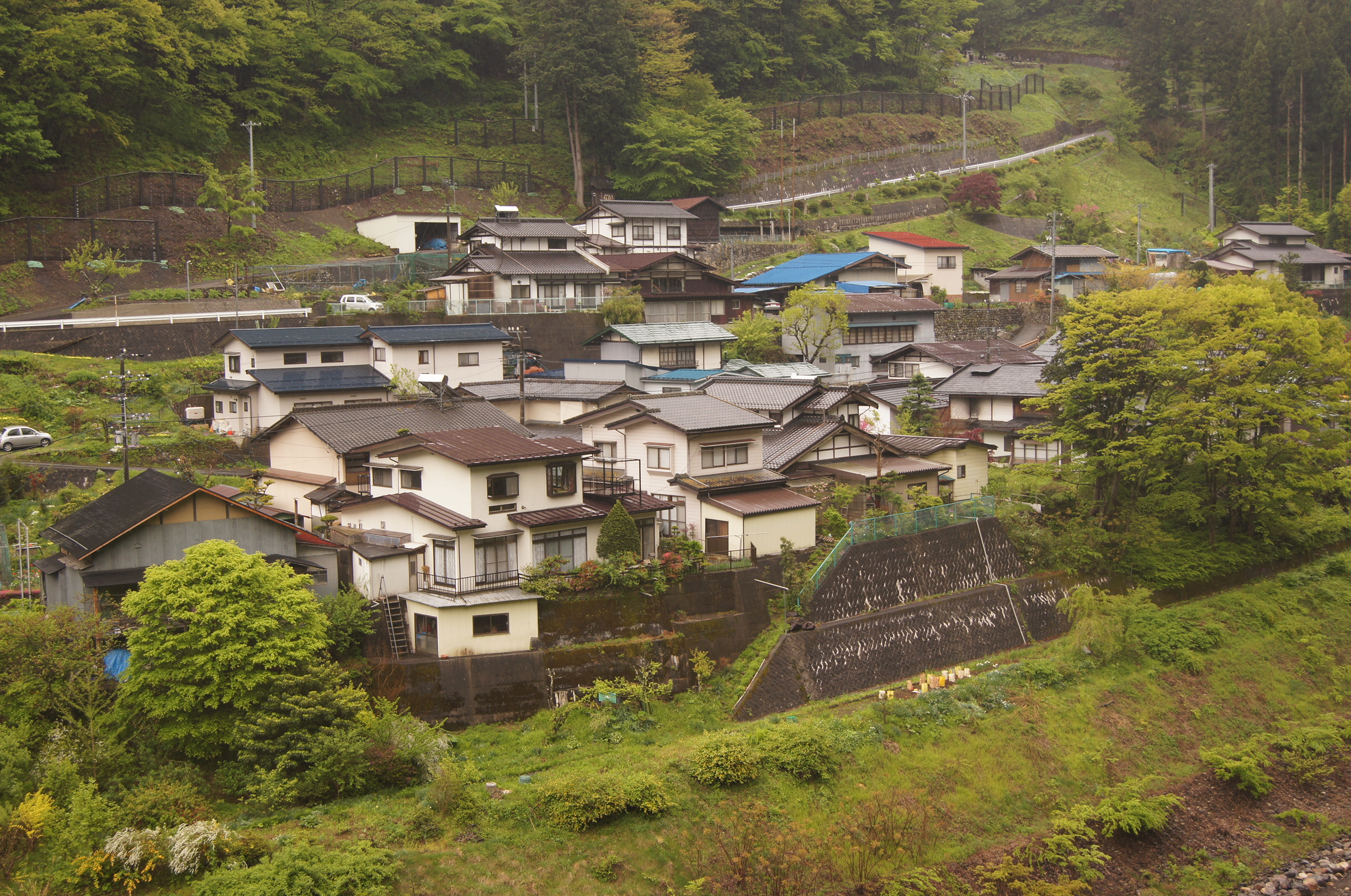
雑炊橋によって、島々宿や国道に通じる橋場集落。雑炊橋は左側、手前は梓川。雑炊橋の写真とともに、安曇小中学校前の道路上から撮影

雑炊橋（ぞうすいばし）とは、長野県の梓川に架かる松本市安曇の中心部と橋場集落を結ぶ道路にかかる橋。近世までは、信濃国の安曇郡と筑摩郡をつなぐ重要な橋であり、刎橋（はねばし）構造なので江戸時代には「刎橋の三橋」の1つとして知られた。

## 概要
現在の橋は1987年に架け替えられた片持ちの斜張橋である。橋としての歴史は長く、初めて橋が架けられたのは平安時代である。当時は両岸から「刎木」がせり出した「刎橋」という構造であった。
現在では、この辺りで梓川右岸（松本市波田地区）と左岸（同市安曇地区）を結ぶ主要な橋は国道158号に架かる新淵橋である。しかし、新淵橋が通年使用できるようになったのは1870年（明治3年）からであり、それまでは冬の渇水期にしか通行できなかった。そのため1870年以前のこの界隈では、雑炊橋が橋を使って通年対岸に渡ることのできる唯一の手段であった（新淵橋）。
梓川はこの橋の下流約50mで黒川という小河川を合流させ、また下流約400mで島々谷川を合流させて流れを北向きから東向きに変える。

### 名称
古い史料では、雑師、雑食、雑仕、雑司などと書かれている。呼称としては、「ぞうし橋」「ぞうしの橋」だった。1834年（天保5年）の『信濃奇勝録』や、1843年（天保14年）の『善光寺道名所図会』では「雑食橋」と記され、記録の中で最も多いのは「雑司橋」である。1911年（明治44年）に、従来の刎橋から、木枠の吊り橋に架け替えられた際に、伝承と、何百年間も続けてきた架け替えの時に男女2体の人形をみのたの先端につけて渡すのを行事としてきたことにかんがみ、雑炊橋の名称に統一した。

## 要衝の橋としての過去
平安時代の架橋以降、両詰が天然の高い岩盤である上に、刎橋構造であることからどんな洪水にも流されることはなく、通年の使用が可能な数少ない橋であった。このため、早くから松本藩直轄の橋として管理され、松本盆地の南北をつなぐ交通に大きな役割を果たした。松本 - 大町間の往来がこの橋まで迂回した記録がある。
『信濃奇勝録』に次の記述がある。「梓川ハ平日（＝つね）ハさバかりの水にもあらされと霖雨にハ水かさ増る故に橋を架す所なし二里下りてハ橋有といへとも少しの水にも落るゆゑに此橋なくしてハ通路甚かたき地なり」（巻之二 安曇郡之部）。
『奈川村誌』に次の記述がある。「下流は川幅が広く架橋が困難であったため、対岸へ行くには下流の者も橋場番所を経ての通行でなければならなかった」「（江戸後期には）そのわずらわしさを斥けて徒歩で川を渡ったり、舟で渡ったりすることもあったといわれるが、変動する当時の梓川を簡単に渡れる時は多くはなかったろう」「（新淵橋架橋）までは人の通行ばかりでなく物資の輸送にも、川をへだてて目前に目的地を見ながらも雑炊橋を通らなければならず苦労を強いられた期間はずいぶん長い間だったにちがいない」。
このように、松本藩の両郡を通年いつでもつなぐ要衝であり、さらに橋の右岸にある橋場集落には野麦街道（当時の呼称は飛騨道<ひだみち>）が通っていた。そのため、松本藩は橋場に口留番所を設けていた。なお、現在の国道158号は、新淵橋と稲核橋の間では梓川左岸を通っているけれども、この道路が明治時代に開通（新淵橋 - 橋場間は1870年（明治3年）に開通、橋場 - 稲核間は1904年（明治37年）に開通）するまでは、飛騨道は右岸を通っていた。
しかし、1870年（明治3年）に新淵橋が架設されて、橋場 - 波田間では梓川右岸にあり険阻な山を越えていた野麦街道（現在の国道158号）は、梓川左岸の平坦な場所に移った。また、同様に梓川右岸にあった橋場 - 稲核間の険しい道3.5kmも、1903年（明治36年）に、梓川左岸に4年がかりの苦難の末に荷馬車が通れる道路を開削した。これにより、新淵橋 - 稲核間は梓川左岸を通るようになると同時に、初めて荷馬車の通行が可能になり、輸送力が向上した。しかし、これにより雑炊橋の要衝性はなくなり、橋場集落から左岸に出るためだけのものになった。ただし、現代にあっても、1991年に雑炊橋のすぐ上流部で国道158号が崩落のために2年余にわたって使用できなくなった際に、一時的に国道の迂回路として使用され交通が激しいこともあった（下記参照）。

## 橋場番所
上記のような要衝の地にあったため、橋場には番所が置かれた。番所の建物は4間（7.2m）に6間（10.8m）で、前後には竹矢来が結われていた。番所道具には鉄砲3丁・槍3筋などがあり、水野忠直の時までは中小姓1人・徒士1人で15日交替、享保年代には徒士1人・譜代足軽1人で交替勤務になっていた
。通過する荷物のチェックと運上の徴収、通過する女性のチェックなどが番所の役割であった。

## 伝承と創作
南岸に住む「せつ」という女性と、北岸にすむ「清明」は好きあう仲になったが、橋がないのでなかなか会うことができない。雑炊を食べて節約し、貯めたお金で橋をかけたという伝承がある。この伝承から、江戸時代には、北は清明、南はせつの男女の人形が、両岸からさし出された巨木の先端に取り付けられ、いずれも奇麗な装束をつけて対岸に渡るという行事が行われて、近在近郷の一大イベントになった。
十返舎一九は、この伝承を取材して『雜食橋由來』という絵入り草子本の中に取り入れた（1819年（文政2年）に出版）。
男女の名前や伝説の内容は時代によって異なる。『乗鞍岳麓 湯の里白骨（白船）』（10ページ）は、「お節」と「清兵衛」である。

## 1991年国道崩落事故
1991年10月18日朝、国道158号の「猿なぎ」と呼ばれる地点で、大規模な崩落があいついで起こり、国道は通行不能になった。崩落には予兆があったので、工事関係者が通行止めをしており、巻き込まれた車両はなかった。通行不能になった国道の代替道としては、まず、雑炊橋で右岸に出て林道を一方通行で経由し稲核に出る経路が使われた。しかし、この経路は本来なら5分ほどの所を最低でも40分以上かかり、しかも通行危険な個所があった。そこで、梓川の川床を仮道路にして不便をしのぐ。この期間には、迂回道路を通るために欠くことのできない橋として、雑炊橋が用いられた。その後は、崩落現場近くに仮の橋を架けて対応した。
崩落現場の岩盤は軟弱だったので、「三本松トンネル」が建設されることになる。三本松トンネルの工事開始は1992年、長さ370mのトンネルが完成したのは1994年2月24日であった。

## 周辺
- 松本市役所安曇支所
- 松本市立安曇小中学校

## 文献
- 横山篤美『乗鞍岳麓 湯の里白骨（白船） - その自然と民俗』自費出版、1970年11月、全162ページ
- 『安曇村誌』
- 奈川村誌編纂委員会『奈川村誌』奈川村誌刊行委員会、2004年
- 『南安曇郡誌』南安曇郡誌改訂編纂会、1962年12月

座標: 北緯36度10分50.2秒 東経137度47分3.8秒 / 北緯36.180611度 東経137.784389度